# Hilliard (Florida)
Hilliard és una població dels Estats Units a l'estat de Florida. Segons el cens del 2000 tenia 2.702 habitants.

## Demografia
Segons el cens del 2000, Hilliard tenia 2.702 habitants, 966 habitatges, i 705 famílies. La densitat de població era de 190 habitants/km².
Dels 966 habitatges en un 40,7% hi vivien nens de menys de 18 anys, en un 49,8% hi vivien parelles casades, en un 18,5% dones solteres, i en un 27% no eren unitats familiars. En el 24,5% dels habitatges hi vivien persones soles el 9,9% de les quals corresponia a persones de 65 anys o més que vivien soles. El nombre mitjà de persones vivint en cada habitatge era de 2,68 i el nombre mitjà de persones que vivien en cada família era de 3,17.
Per edats la població es repartia de la següent manera: un 30,4% tenia menys de 18 anys, un 8,8% entre 18 i 24, un 27,9% entre 25 i 44, un 20,4% de 45 a 60 i un 12,5% 65 anys o més.
L'edat mediana era de 33 anys. Per cada 100 dones de 18 o més anys hi havia 82,6 homes.
La renda mediana per habitatge era de 34.531 $ i la renda mediana per família de 37.227 $. Els homes tenien una renda mediana de 34.554 $ mentre que les dones 23.713 $. La renda per capita de la població era de 14.683 $. Entorn de l'11% de les famílies i l'11,7% de la població estaven per davall del llindar de pobresa.

## Poblacions properes
El següent diagrama mostra les poblacions més properes.